# Courmayeur

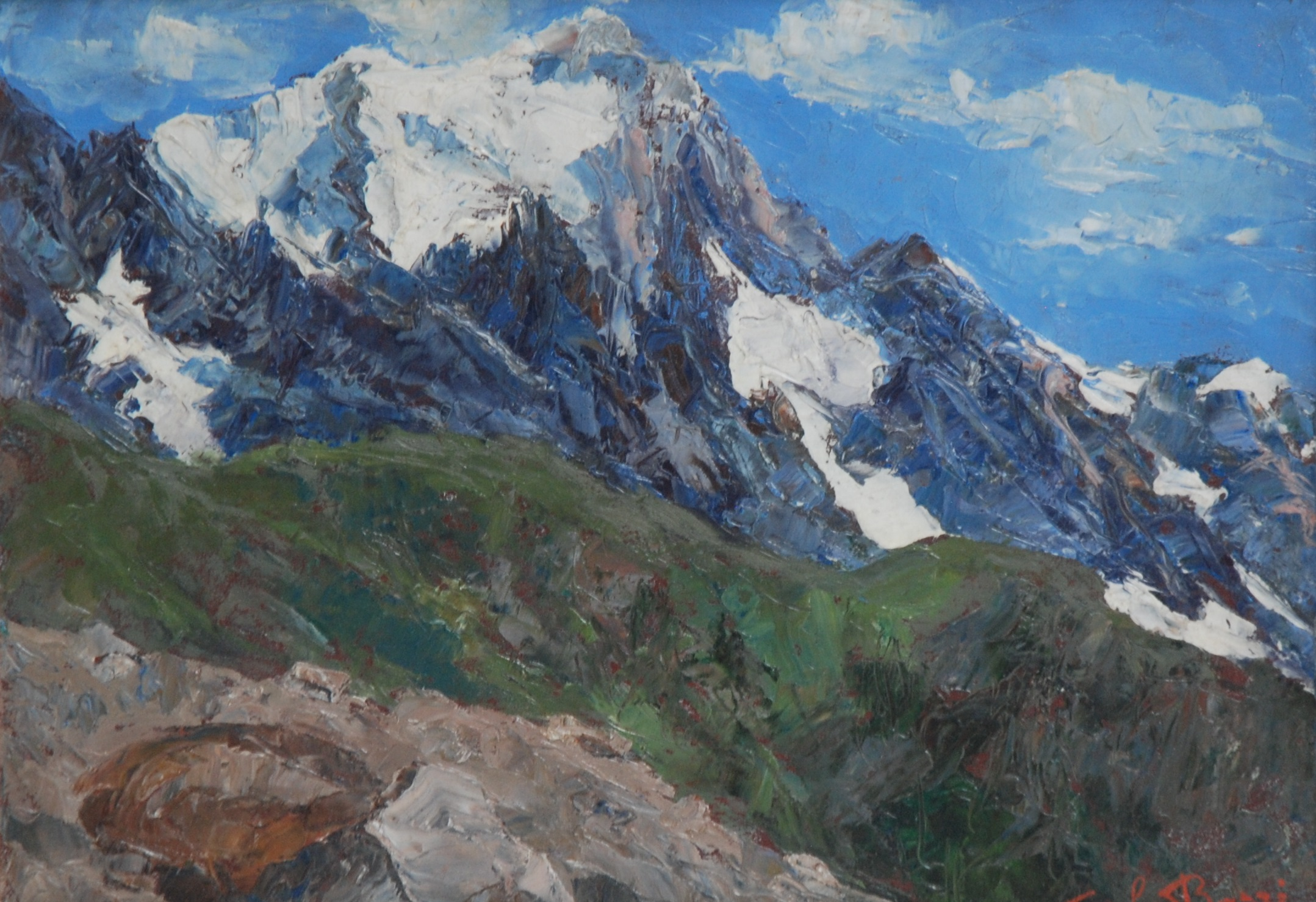
Kunstwerk von Carlo Bazzi, Nachmittag im Val Veny, Courmayeur, 25 × 34 cm, 1920

Courmayeur ist eine Ortschaft der autonomen Region Aostatal in den italienischen Alpen. Sie hat 2602 Einwohner (Stand 31. Dezember 2023) und eine Fläche von 210 km².

## Geographie
Courmayeur wird auch aufgrund seiner Lage die heimliche Hauptstadt der Alpinisten genannt und zählt zu den ältesten und berühmtesten Fremdenverkehrsorten der Alpen. Kurz hinter Courmayeur beginnt die Einfahrt zum Mont-Blanc-Tunnel.
Courmayeur liegt zehn Kilometer südöstlich des Mont Blanc und gibt dem Mont Blanc de Courmayeur seinen Namen. Hier beginnt das Aostatal unter der Mauer des Mont Blanc. Am Fuße des Bergmassives liegen die beiden ersten Seitentäler des Aostatals:
Das Val Vény kommt von Südwesten herab. Am oberen Ende des Tals liegt das Becken von Combal, ein verlandeter See, der zusammen mit dem Miage See (2020 m s.l.m.) eines der Quellgebiete der Dora Baltea darstellt. Das Val Ferret kommt von Nordosten herab unter den Gipfeln des Mont Dolent und der Grandes Jorasses hindurch und ist auf einer Länge von 14 km bis zum Weiler Arnouvaz befahrbar.
Beide Täler können auf dem Rundwanderweg Tour du Mont-Blanc komplett durchwandert werden.
Courmayeur besteht aus den Ortsteilen (auf französisch und patois): Dolonne (Dolénna), Entrèves (Éntréve), La Palud (La Palù), Villair Dessous (Lo Velé-Dézó), Villair Dessus (Lo Velé-Damón), Larzey (Lo Lazèi), Entrelevie (Éntrelvie), La Villette (La Veletta) und La Saxe (La Saha). Die Nachbargemeinden sind Bourg-Saint-Maurice (Frankreich), Chamonix, Frankreich, La Salle, La Thuile, Les Contamines-Montjoie (Frankreich), Morgex, Orsières (Schweiz), Pré-Saint-Didier, Saint-Gervais-les-Bains (Frankreich) und Saint-Rhémy-en-Bosses.
Vom Ortsteil Entrèves (3 km nördlich von Courmayeur) führt die Seilbahn Funivie Monte Bianco auf die Pointe Helbronner, von wo aus man mit der Kleinkabinenbahn Vallée Blanche in mehreren Sektionen über das ganze Massiv des Mont Blanc weiter bis nach Chamonix fahren kann. Die eineinhalbstündige Fahrt über den Glacier du Géant, das Quellgebiet des Mer de Glace, kann auf mehreren Zwischenstationen unterbrochen werden: Mont Fréty (2174 m), Hotel Torino (3371 m), Pointe Helbronner (3462 m), Aiguille du Midi (3795 m) und Plan de l’Aiguille (2310 m).

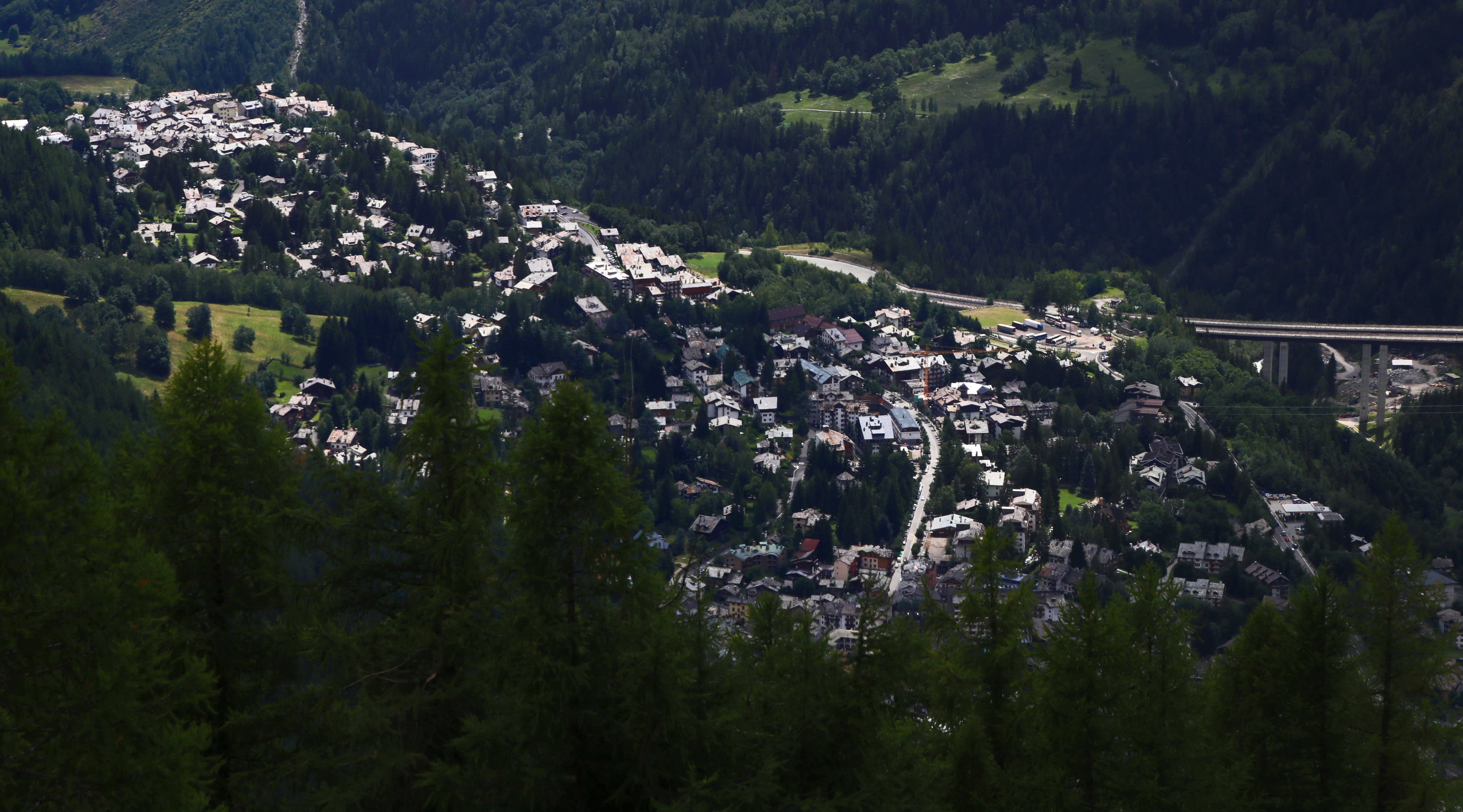
Blick auf Courmayeur

Zwischen 1939 und 1946 trug der Ort den italianisierten Namen Cormaiore.

## Wirtschaft
Wichtigster Wirtschaftszweig ist der Tourismus. Bereits im 18. und 19. Jahrhundert besuchten sehr bekannte Persönlichkeiten Courmayeur, so 1850 Viktor Emanuel II.

## Verkehr
Der nahegelegenste Bahnhof ist der in Pre-Saint-Didier (5 km entfernt), an der Bahnstrecke von dort bis zum Bahnhof Aosta. Seit 2015 fahren wegen dringendem Sanierungsbedarf auf der Strecke keine Züge. Überlegt wird, im Zusammenhang mit der Sanierung, die 2021 noch nicht begonnen wurde, die Strecke bis nach Courmayeur zu verlängern. Bis dahin muss in Aosta auf Busse umgestiegen werden.
Eine Alternative ist die mehrmals am Tag existierende Busverbindung vom Bahnhof in Chamonix (der Bahnstrecke Saint-Gervais–Vallorcine), durch den Mont-Blanc-Tunnel, nach Courmayeur.

## Film- und Literaturfestival
Seit 1991 findet jedes Jahr im Dezember das Courmayeur Noir in Festival statt.

## Persönlichkeiten
- Émile Rey (1846–1895), Alpinist, Bergführer
- Joseph-Marie Henry (1870–1947), Geistlicher, Historiker, Botaniker, Alpinist
- Richard Pramotton (* 1964), Skirennläufer